# Дьяконов, Михаил Васильевич (художник)
Михаил Васильевич Дьяконов (Диаконов) (17 января 1807 — 21 июля 1886) — живописец-акварелист.

## Биография
Получив воспитание в уездном училище, сначала занимался преподаванием рисования и других научных предметов в Сибири и Муроме, а потом, переселившись в Санкт-Петербург в 1829 году, посещал классы Императорской Академии Художеств. 
В 1839 году получил от Академии звание свободного художника. 
С 1844 года исключен из художников в гражданскую службу.
Живописец посредственный, но хороший учитель рисования, горячий любитель искусства и человек прекрасной души, он много способствовал распространению в России художественных познаний, особенно в течение тех 20 лет (1861 - 1881), в которые служил директором санкт-петербургской рисовальной школы для вольноприходящих.
Похоронен на Воскресенском кладбище города Мурома.